# Regulus regulus azoricus
Regulus regulus azoricus Seebohm, 1883, conhecida pelos nomes comuns de estrelinha ou estrelinha-de-São-Miguel, é uma pequena ave considerada como uma subespécie endémica na ilha de São Miguel, nos Açores, onde é residente não-migratória.